# Svalové křeče dialyzovaných
Příčinou svalových křečí u dialyzovaných pacientů je obvykle jeden nebo více z následujících faktorů:
- rychlý pokles objemu plazmy
- snížená koncentrace sodíku (hyponatrémie)
- tkáňová hypoxie
- snížená koncentrace hořčíku (hypomagnezémie)
- nedostatek karnitinu

## Klinický obraz
Křeče se nejčastěji objevují ke konci dialyzační procedury v dolních končetinách. Někdy se vyskytují i ve svalech ruky, paže, vzácněji jsou křečemi postiženy i břišní svaly. Křeče se objevují obvykle v průběhu dialyzační procedury. Opakované křeče vedou často k odmítání dialyzační procedury a ukončení terapie ze strany pacienta.

## Predispozice
Predispozicí se myslí stavy, které představují vyšší riziko vzniku chorobného stavu. Predisponujícími faktory pro vznik svalových křečí při dialýze jsou:
- diabetes mellitus
- vyšší věk
- úzkostný pacient
- nízká koncentrace parathormonu (PTH) v krvi
- nevhodná dialyzační taktika (např. vysoká rychlost ultrafiltrace, nízká koncentrace sodíku v plazmě,...)

## Prevence
Vzniku dialyzačních křečí lze předcházet dodržováním několika zásad. Nízké  přírůstky hmotnosti pacienta mezi dialýzami umožní nastavit nižší ultrafiltrační rychlost během dialyzační procedury. U pacientů s vyšším sklonem ke křečím je možno nastavit vyšší koncentraci sodíku v dialyzátu. Farmakologické postupy spočívají především v podávání karnitinu, např. p.o. 300 mg 2–3× denně nebo 20 mg/kg jednorázově před koncem dialyzační procedury a v podávání vitamínu E. Ostatní léky mají většinou jen krátkodobý efekt a proměnlivou účinnost. Patří mezi ně krátce působící benzodiazepiny (např. oxazepam), nifedipin, fenytoin,  karbamazepin, amitriptylin a gabapentin.
Nejčastěji vystačí jednoduchá preventivní opatření. Správné stanovení suché váhy, tedy hmotnosti pacienta bez nadbytečné vody, která se v jeho těle v období mezi dialýzami nahromadila, zabrání přílišné ztrátě iontů. Poučením (edukací) pacienta o pitném režimu a mezidialyzačních přírůstcích usnadní pacientovi aktivní spolupráci. Pokud se pravidelně opakují urputné křeče, (většinou u diabetiků pacientů s těžkou polyneuropatii), přestože máme správně stanovenou suchou váhu, možno zvážit převedení na peritoneální dialýzu.

## Léčba křečí během dialyzační procedury
Křeče zpravidla doprovází prudký pokles krevního tlaku, prioritou je co nejrychleji zvrátit hypotenzi intravenosní (nitrožiní) infúzí fyziologického roztoku. Je-li to nezbytně nutné, lze zastavit nebo zmírnit ultrafiltraci a pacienta uložit do Trendelenburgerovy  polohy, tedy hlavou dolů. 
Případné snížená plazmatické osmolarity lze upravit nitrožilním podáním iontů, např.10 ml 10% NaCl.